# Groupe de NGC 7443
Le groupe de NGC 7443 est un trio de galaxies situé dans la constellation du Verseau. La distance moyenne entre ce groupe et la Voie lactée est d'43,3 ± 3,1 Mpc (∼141 millions d'al), où 3,1 mpc est la moyenne des incertitudes des trois distances.

## Membres
Le tableau ci-dessous liste les trois galaxies du groupe indiquées dans l'article de A.M. Garcia paru en 1993.
| Nom      | Class.    | Type                | α (J2000.0)      | δ (J2000.0)      | Vitesse radiale (km/s) | m    | Distance (Mpc) | Diamètre (kal) |
| -------- | --------- | ------------------- | ---------------- | ---------------- | ---------------------- | ---- | -------------- | -------------- |
| NGC 7443 | SB0^+(s)? | lenticulaire barrée | 23h 00m 08.8729s | -12° 48′ 28.251″ | 2508 ± 7               | 11,6 | 46,6 ± 3,3     | 110            |
| NGC 7444 | SB0^0(r)? | lenticulaire barrée | 23h 00m 08.9674s | -12° 50′ 03.391″ | 3146 ± 45              | 12,9 | 41,3 ± 3,1     | 89             |
| NGC 7450 | (R)SB(r)a | spirale barrée      | 23h 00m 47.8232s | -12° 55′ 06.7″   | 3183 ± 4               | 13,1 | 41,8 ± 3,0     | 83             |

Le site DeepskyLog permet de trouver aisément les constellations des galaxies mentionnées dans ce tableau ou si elles ne s'y trouvent pas, l'outil du site constellation permet de le faire à l'aide des coordonnées de la galaxie. Sauf indication contraire, les données proviennent du site NASA/IPAC. 